# Энтропия (сеть)
Энтропия (акроним от Emerging Network To Reduce Orwellian Potency Yield — ENTROPY) — децентрализованная компьютерная сеть коммуникаций peer-to-peer, разработанная с целью быть стойкой к сетевой цензуре.
Специальная программа ENTROPY подсоединяет компьютер пользователя к сети компьютеров, на которых также установлена эта программа. Сеть ENTROPY работает параллельно сети WWW, а также другим интернет-сервисам, подобным FTP, e-mail и т. д.
Со стороны пользователя сеть ENTROPY смотрится как коллекция веб-страниц. Отличием является отсутствие центрального сервера, а, значит, и оператора сайта, который может отследить, кто, когда и что загружает на свой компьютер. Каждый компьютер сети ENTROPY, наряду с функцией клиента сети, является и сервером и роутером, и кэширующим прокси-сервером для других пользователей сети.

## Системные требования
- *nix-box, Windows-PC, Mac OS Xm, Darwin, или Yellow Dog Linux
- доступ к Internet (как минимум модем 56 K)
- как минимум 500 MB свободного места на диске
- ПО Entropy (download of ca. ~600 K source или ~2 M Windows zip)
- свободное время и не часто меняющийся IP-адрес
- свободный TCP-порт
- адресация без прокси на адрес локального хоста localhost/127.0.0.1

## Состояние
9 июля 2004 года создатель ENTROPY объявил о прекращении работ над проектом в связи с сомнениями по поводу безопасности используемых алгоритмов.